# Quella Trabant venuta dall'Est
Quella Trabant venuta dall'Est (Go Trabi Go – Die Sachsen kommen) è un film del 1991 diretto da Peter Timm e interpretato, tra gli altri, da Marie Gruber e Wolfgang Stumph.

## Trama
1990. Il muro di Berlino, nel bene e nel male, appartiene ormai ai ricordi. Una famiglia dell'ex Germania Est, padre, madre e una figlia, montano sulla loro Trabant, l'auto simbolo della DDR, e varcano la frontiera, per la prima volta in vita loro, per una vacanza, con l'Italia come destinazione, sulle orme del Viaggio in Italia di Goethe. I protagonisti, dopo aver visitato il lago di Garda (tra cui le località di Gardone Riviera, Gargnano, San Felice del Benaco e Salò), si dirigono a Roma e poi a Napoli. Brescia compare in alcune scene in cui si riconoscono il Capitolium, piazza del Foro e i vicoli adiacenti, piazzetta Santa Maria Calchera con il monumento a Niccolò Tartaglia ed i tornanti di via Avogadro che scendono dal castello. Nella finzione del film, tuttavia, i personaggi si trovano sempre a Roma.